# Baron Kerry
Baron Kerry ist ein erblicher britischer Adelstitel in der Peerage of Ireland. 

## Verleihung und weitere Titel
Der Titel wurde um 1223 für Thomas Fitzmaurice geschaffen.
1325 ermordete der 4. Baron den Sohn des Cormac Mór MacCarthy, Diarmaid Óg MacCarthy, im Gerichtsgebäude in Tralee. Für die Tat wurde er geächtet, sein Titel aberkannt und seine Ländereien eingezogen. Nach seinem Tod im Oktober 1339 erhielt sein Bruder John FitzMaurice, als 5. Baron Kerry, Titel und Ländereien zurück.
Dem 11. Baron wurde 1537 in der Peerage of Ireland der Titel Viscount Kilmaule und der nachgeordnete Titel Baron Odorney verliehen. Beide Titel erloschen jedoch bereits bei seinem Tod 1541.
Der 21. Baron wurde am 17. Januar 1723 in der Peerage of Ireland zum Earl of Kerry mit dem nachgeordneten Titel Viscount Clanmaurice erhoben. Die Baronie Kelly ist seither ein nachgeordneter Titel des Earls.
Bevor der spätere 4. Earl die Titel 1818 von seinem Onkel zweiten Grades erbte, hatte er bereits 1809 von seinem Vater den Titel 3. Marquess of Lansdowne, nebst nachgeordneten Titeln, geerbt. Seit 1818 ist das Earldom Kerry daher ein nachgeordneter Titel des jeweiligen Marquess.

## Liste der Barone Kerry (1223)
- Thomas Fitzmaurice, 1. Baron Kerry († um 1260)
- Maurice Fitzmaurice, 2. Baron Kerry († 1303)
- Nicholas Fitzmaurice, 3. Baron Kerry († 1324)
- Maurice Fitzmaurice, 4. Baron Kerry († 1339) (Titel 1325 verwirkt)
- John Fitzmaurice, 5. Baron Kerry († 1348) (Titel nach 1339 wiederhergestellt)
- Maurice Fitzmaurice, 6. Baron Kerry († 1398)
- Patrick Fitzmaurice, 7. Baron Kerry († um 1410)
- Thomas Fitzmaurice, 8. Baron Kerry († 1469)
- Edmond Fitzmaurice, 9. Baron Kerry († 1498)
- Edmond Fitzmaurice, 10. Baron Kerry († 1543)
- Edmond Fitzmaurice, 1. Viscount Kilmaule, 11. Baron Kerry († 1541)
- Patrick Fitzmaurice, 12. Baron Kerry († 1547)
- Thomas Fitzmaurice, 13. Baron Kerry († 1549)
- Edmond Fitzmaurice, 14. Baron Kerry († 1549)
- Gerard Fitzmaurice, 15. Baron Kerry († 1550)
- Thomas Fitzmaurice, 16. Baron Kerry (um 1502–1590)
- Patrick Fitzmaurice, 17. Baron Kerry (um 1541–1600)
- Thomas Fitzmaurice, 18. Baron Kerry (1574–1630)
- Patrick Fitzmaurice, 19. Baron Kerry (1595–1661)
- William Fitzmaurice, 20. Baron Kerry (1633–1697)
- Thomas Fitzmaurice, 1. Earl of Kerry, 21. Baron Kerry (1668–1741)
- William Fitzmaurice, 2. Earl of Kerry, 22. Baron Kerry (1694–1747)
- Francis Thomas-Fitzmaurice, 3. Earl of Kerry, 23. Baron Kerry (1740–1818)
- Henry Petty-Fitzmaurice, 3. Marquess of Lansdowne, 4. Earl of Kerry, 24. Baron Kerry (1780–1863)
- Henry Petty-Fitzmaurice, 4. Marquess of Lansdowne, 5. Earl of Kerry, 25. Baron Kerry (1816–1866)
- Henry Petty-FitzMaurice, 5. Marquess of Lansdowne, 6. Earl of Kerry, 26. Baron Kerry (1845–1927)
- Henry Petty-Fitzmaurice, 6. Marquess of Lansdowne, 7. Earl of Kerry, 27. Baron Kerry (1872–1936)
- Charles Petty-Fitzmaurice, 7. Marquess of Lansdowne, 8. Earl of Kerry, 28. Baron Kerry (1917–1944)
- George Petty-Fitzmaurice, 8. Marquess of Lansdowne, 9. Earl of Kerry, 29. Baron Kerry (1912–1999)
- Charles Petty-Fitzmaurice, 9. Marquess of Lansdowne, 10. Earl of Kerry, 30. Baron Kerry (* 1941)

Titelerbe (Heir Apparent) ist der Sohn des aktuellen Titelinhabers Simon Petty-Fitzmaurice, Earl of Kerry (* 1970).